# Lesbianismo en el mundo árabe medieval
El lesbianismo en el mundo árabe medieval cuenta con registros que se conocen a través de diversos textos, los más antiguos datan del siglo IX. Las leyendas generalmente hacían referencia que el amor entre mujeres era fiel y puro.

## Términos árabes sobre el lesbianismo
En la Edad Media, el término árabe que se utilizaba para señalar al lesbianismo era: sahq, sihaq y sihaqa para referirse al lesbianismo, y sahiqa, sahhaqa y musahiqa para las lesbianas. Sahq y sihaqa provienen de la raíz árabe que significa 'golpear' (como en las especias) o 'frotar', en referencia a la práctica sexual de crear fricción mutua en los labios, práctica conocida como tribadismo. 

## Estudios científicos
Algunos textos científicos del siglo IX mencionaban que el lesbianismo era un estado permanente que padecían algunas mujeres. Juan Mesué creía que el "problema" del lesbianismo venía a través de la leche materna.

## Legalidad del lesbianismo en el mundo árabe medieval
La mayoría de los textos jurídicos de la época se centran principalmente en las relaciones homosexuales masculinas, casi no se menciona nada relacionado con el amor lésbico. En cambio, se considera delito el acto de penetración. Aunque algunos juristas de la época consideran que el lesbianismo es un delito, era mucho menos grave que el adulterio y el sexo entre hombres con penetración.